# Agrostis bacillata
Agrostis bacillata är en gräsart som beskrevs av Eduard Hackel. Agrostis bacillata ingår i släktet ven, och familjen gräs. Inga underarter finns listade i Catalogue of Life.